# Seznam danskih pisateljev
Seznam danskih pisateljev.

## A
- Jeppe Aakjær
- Jussi Alder-Olsen
- Hans Christian Andersen

## B
- Herman Bang
- Sophus Bauditz
- Steen Steensen Blicher
- Karen Blixen
- Cecil Bødker (1927-2020)
- Per Aage Brandt
- Hans Christian Branner
- Henrik Brun

## C
- Inger Christensen

## D
- Tove Ditlevsen
- Aage Dons

## E
- Karl Johannes Eskelund

## G
- Emma Gad
- Karl Adolph Gjellerup
- Jens Christian Grøndahl
- Nikolaj Grundtvig

## H
- Martin Alfred Hansen
- Thorkild Hansen
- Peter Andreas Heiberg
- Piet Hein
- Lennart Hellsing
- Ludvig Holberg

## I
- Bernhard Severin Ingemann

## J
- Jens Peter Jacobsen
- F. J. Billeskov Jansen
- Jens Henrik Jensen
- Johannes Vilhelm Jensen
- Thit Jensen
- Johannes Jørgensen
- Jesper Juul

## K
- Hans Kirk
- Mogens Klitgaard
- Michael Katz Krefeld
- Tom Kristensen

## L
- Sven Lange
- Johannes Anker Larsen

## M
- Karin Michaëlis
- Jens Paludan-Müller

## N
- Peter Nansen
- Martin Andersen Nexø

## P
- Nis Petersen
- Henrik Pontoppidan

## R
- Rie Rasmussen
- Jørn Riel
- Klaus Rifbjerg
- Helge Rode

## S
- Ole Sarvig
- Peter Seeberg
- Palle Sigsgaard
- Villy Sørensen
- Carl Erik Soya
- Ib Spang Olsen

## T
- Michael Tejn
- Janne Teller

## W
- Gustav Wied